# Parc central de Krasnoïarsk
Pour les articles homonymes, voir Parc Central.
Le parc central, центральный парк en russe, est un des principaux parcs de la ville de Krasnoïarsk en Sibérie (Russie). Il est situé sur la rive gauche de l'Iénisseï et s'étend sur 15 hectares.

## Historique et description
Le parc a été fondé en 1828 comme jardin municipal à la place du parc de la maison de campagne du premier gouverneur du gouvernement du Ienisseï, Alexandre Stepanov (1781-1837). Il se compose alors de bosquets de conifères et s'étend le long du fleuve. C'est le gouverneur Vassili Padalka (1800-1865) qui embellit le parc et fait construire l'Assemblée de la société, avec une construction de bois comprenant une véranda d'aile avec buffet et un pavillon pour des représentations théâtrales et musicales. La direction du jardin est donnée à la fin du XIXe siècle au marchand Mejevy qui y fait travailler comme jardinier entre 1880 et 1882 un exilé politique botaniste de formation, Lev Simirenko (1855-1920). Le voyageur norvégien Fridtjof Nansen s'émerveille du parc, lorsqu'il le visite en 1913.
Le jardin municipal est renommé en « parc Gorki » en 1934 et reçoit le statut de parc de culture et de repos, ce qui qualifie en URSS les grands parcs ouverts pour le repos des travailleurs avec des attractions et des aires culturelles et sportives.
Il est divisé en deux zones : celle à l'ouest de l'allée centrale où se trouvent la plupart des attractions, et celle, plus calme, à l'est de l'allée, où l'on réunit les essences rares, dont des conifères, reliques de période préhistorique.
Le parc est renommé en 2002 en « parc central » et donné en concession pour vingt-cinq ans en ce qui concerne les attractions.
On y remarque une statue de Pouchkine au square Pouchkine, une statue de Gorki, et un monument mémoriel en l'honneur des enseignants érigé en 2011.
Le parc a la particularité d'être entouré de la ligne d'un petit train pour les enfants inauguré en 1936. La ligne mesure 1,3 km. Elle a été modernisée en 2008 avec la construction d'une petite gare et accueille trente mille passagers par an. Une patinoire est installée en hiver sur l'allée centrale.

## Source
- (ru) Cet article est partiellement ou en totalité issu de l’article de Wikipédia en russe intitulé « Центральный парк (Красноярск) » (voir la liste des auteurs).